# Бойд, Уильям (писатель)
Уи́льям Бойд (англ. William Boyd; род. 7 марта 1952[…], Аккра) — шотландский писатель и сценарист, командор Ордена Британской империи, обладатель нескольких престижных литературных наград.

## Биография
Уильям Бойд родился 7 марта 1952 года в Аккре (Гана) и провёл первые пять лет жизни в этой стране, затем три года жил в Нигерии, после чего переехал с семьёй в Шотландию. Отец — врач, специалист по тропической медицине (род. ок. 1920, умер ок. 1977 после длительной болезни), мать — учительница, две младшие сестры. Бойд окончил школу Гордонстоун в Шотландии, затем уехал во Францию, где поступил в Университет Ниццы — Софии Антиполис, потом учился в Университете Глазго (Шотландия) и в оксфордском Колледже Иисуса (Англия).
С 1980 по 1983 год читал лекции в оксфордском Колледже Святой Хильды, однако после публикации своих первых трёх повестей Бойд понял, что способен прокормить себя и без научно-преподавательской деятельности, и полностью погрузился в литературу.
В 1981 году вышла в свет первая книга Бойда, «Хороший человек в Африке», которая стала бестселлером, по ней в 1994 году был снят одноимённый фильм.
В 1998 году вышла очередная книга Бойда «Нэт Тейт: Американский художник 1928—1960», повествующая о нью-йоркском абстракционисте-экспрессионисте. Многие читали эту книгу как реальное биографическое повествование, так как автор не указал, что всё здесь написанное является его художественным вымыслом, а знавшие правду известные люди, например Дэвид Боуи, в шутку подтверждали личное знакомство с Нэтом Тейтом. Когда правда раскрылась, Бойд уточнил, что имя выдуманного им художника является отсылкой к Лондонской национальной галерее (National Gallery) и Галерее Тейт (Tate). Иллюстрации к книге, «картины Тейта», Бойд нарисовал самостоятельно, так как до начала литературной деятельности думал стать художником, «фотография Тейта» — неизвестный мужчина из личной фото-коллекции Бойда.
В 2005 году Бойд стал командором Ордена Британской империи.
В 2014 году Бойд стал одной из более чем 200 публичных фигур, подписавших письмо в The Guardian против отделения Шотландии от Великобритании в преддверии готовящегося референдума.

### Личная жизнь
Уильям Бойд женат с середины 1970-х годов на женщине по имени Сьюзан, с которой познакомился во время учёбы в Университете Глазго и которая работает редактором (англ. editor-at-large) журнала Marie Claire; сам живёт то в Лондоне, то в Юго-Западной Франции. Детей у пары нет (по данным 1999 года), на вопрос, это их выбор или судьба, Бойд отвечать отказывается.

## Награды, премии и номинации
- 1981 — Премия Коста за повесть «Хороший человек в Африке»[англ.]
- 1982 — Премия Сомерсета Моэма за повесть «Хороший человек в Африке»
- 1982 — The Mail on Sunday / Премия Джона Ллевеллина Риза[англ.] за повесть «Война мороженого[англ.]»
- 1982 — Букеровская премия за повесть «Война мороженого» — номинация
- 1983 — включён в список «20 лучших молодых британских писателей» по версии журнала Granta и Book Marketing Council
- 1990 — Мемориальная премия Джеймса Тейта Блэка за повесть «Браззавильский пляж[англ.]»
- 1991 — Премия Маквити в категории «Шотландский писатель года» за повесть «Браззавильский пляж»
- 1993 — Премия англ. The Sunday Express Book of the Year за повесть «Голубой полдень[англ.]»
- 1995 — Премия Los Angeles Times Book[англ.] за повесть «Голубой полдень»
- 2004 — Дублинская литературная премия (шорт-лист) за повесть «Сердце всякого человека»[англ.]
- 2005 — командор Ордена Британской империи
- 2006 — Премия Коста за повесть «Беспокойная»[англ.]

## Избранная библиография
Повести
- 1981 — Хороший человек в Африке[англ.] / A Good Man in Africa
- 1982 — Война мороженого[англ.] / An Ice-Cream War
- 1984 — Звёзды и полосы / Stars and Bars
- 1987 — Новые признания[англ.] / The New Confessions
- 1990 — Браззавильский пляж[англ.] / Brazzaville Beach
- 1993 — Голубой полдень[англ.] / The Blue Afternoon
- 1998 — Броненосец / Armadillo
- 1998 — Нэт Тейт: Американский художник 1928—1960[англ.] / Nat Tate: An American Artist 1928–1960
- 2002 — Сердце всякого человека[англ.] / Any Human Heart
- 2006 — Беспокойная[англ.] / Restless
- 2009 — Обычные грозы[англ.] / Ordinary Thunderstorms
- 2012 — Ожидая рассвета[англ.] / Waiting for Sunrise[12]
- 2013 — Соло[англ.] / Solo[13][14][15]
- 2015 — англ. Sweet Caress

Сборники рассказов
- 1981 — англ. On the Yankee Station
- 1995 — Судьба Натали Икс[англ.] / The Destiny of Nathalie X
- 2004 — Fascination
- 2008 — The Dream Lover (содержит в себе ранее издававшиеся сборники рассказов On the Yankee Station (1981) и The Destiny of Nathalie 'X' (1995)
- 2017 — The Dreams of Bethany Mellmoth

Статьи
- 2004, 2 октября — Brief encounters, The Guardian
- 2006, 3 сентября — My week: William Boyd, The Guardian

Прочие работы
- 2013 — Томление / Longing — пьеса по рассказу А. П. Чехова «У знакомых» и его же повести «Моя жизнь»[16]

## Избранная фильмография
Сценарист
- 1983 — Правила игры[англ.] / Good and Bad at Games
- 1985 — Голландские девчонки[англ.] / Dutch Girls
- 1987 — Сенсация[англ.] / Scoop
- 1988 — Звёзды и полосы / Stars and Bars
- 1990 — Мистер Джонсон[англ.] / Mister Johnson
- 1990 — Настройся на завтра / Tune in Tomorrow
- 1992 — Чаплин / Chaplin
- 1994 — Хороший человек в Африке / A Good Man in Africa
- 1999 — В июле 1916: Битва на Сомме[англ.] / The Trench
- 2005 — Человек человеку[англ.] / Man to Man
- 2005 — Загадка сонетов Шекспира[англ.] / A Waste of Shame
- 2010 — Сердце всякого человека / Any Human Heart
- 2012 — Беспокойная[англ.] / Restless

Продюсер и режиссёр
- 1994 — Хороший человек в Африке / A Good Man in Africa — сопродюсер
- 1999 — В июле 1916: Битва на Сомме[англ.] / The Trench — режиссёр
- 2012 — Беспокойный[англ.] / Restless — исполнительный продюсер